# Tiraque
Tiraque ist eine Landstadt im Departamento Cochabamba im südamerikanischen Anden-Staat Bolivien.

## Lage im Nahraum
Tiraque ist der zentrale Ort des Kanton Tiraque im Municipio Tiraque und Verwaltungssitz der Provinz Tiraque. Die Stadt liegt auf einer Höhe von 3298 m in der Gebirgskette der Cordillera Oriental am linken Ufer des Río Jatun Mayu.

## Geographie
Das Klima der Region ist ein typisches Tageszeitenklima, bei dem die Temperaturunterschiede im Tagesverlauf deutlich stärker ausfallen als die Unterschiede zwischen den Jahreszeiten.
Die Jahresdurchschnittstemperatur liegt bei gut 9 °C (siehe Klimadiagramm Tiraque) und schwankt zwischen 6 °C im Juni/Juli und knapp 12 °C im November. Der jährliche Niederschlag beträgt im langjährigen Mittel knapp 500 mm, wobei im Januar ein Monatswert von über 100 mm erreicht wird, während die Niederschläge in der winterlichen Trockenzeit von Mai bis September monatlich unter 10 mm liegen.

## Verkehrsnetz
Tiraque liegt in einer Entfernung von 57 Straßenkilometern östlich von Cochabamba, der Hauptstadt des gleichnamigen Departamentos.
Tiraque ist von Cochabamba aus über die Nationalstraße Ruta 4 zu erreichen, die ins bolivianische Tiefland nach Villa Tunari und weiter nach Santa Cruz führt. Von Tiraque aus führt der Camino RN4 Colomi-Tiraque 14 Kilometer nach Nordwesten bis zur Ruta 4, vom Straßenabzweig sind es 27 Kilometer in westlicher Richtung bis nach Sacaba und von dort weitere 16 Kilometer bis nach Cochabamba.

## Bevölkerung
Die Einwohnerzahl der Ortschaft ist in den vergangenen beiden Jahrzehnten um etwa die Hälfte angestiegen:
| Jahr | Einwohner | Quelle       |
| ---- | --------- | ------------ |
| 1992 | 1602      | Volkszählung |
| 2001 | 1906      | Volkszählung |
| 2012 | 2398      | Volkszählung |
| 2024 |           | Volkszählung |

Aufgrund der historisch gewachsenen Bevölkerungsstrukturen weist die Region einen hohen Anteil an indigener Bevölkerung auf, im Municipio Tiraque sprechen 92,7 Prozent der Bevölkerung Quechua. Ortschaften rund um Tiraque waren in diesem Kontext in den 1970er Jahren Gegenstand von soziologischen Forschungsarbeiten.